# Judinsalo
Judinsalo är en ö i Finland. Den ligger i sjön Päijänne och i kommunen Luhango i landskapet Mellersta Finland, i den södra delen av landet, 170 km norr om huvudstaden Helsingfors. Öns största längd är 7,8 kilometer i öst-västlig riktning.